# Gilbert L. Laws
Gilbert Lafayette Laws (* 11. März 1838 bei Olney, Illinois; † 25. April 1907 in Lincoln, Nebraska) war ein US-amerikanischer Politiker. Zwischen 1889 und 1891 vertrat er den zweiten Wahlbezirk des Bundesstaates Nebraska im US-Repräsentantenhaus.

## Frühe Jahre
Im Jahr 1845 kam Gilbert Laws mit seinen Eltern in das Iowa County in Wisconsin. Dort besuchte er die öffentlichen Schulen. Danach studierte er an der Haskell University und am Milton College, ebenfalls in Wisconsin. Zwischenzeitlich arbeitete Laws als Lehrer.
Während des Bürgerkrieges diente Gilbert Laws in einer Freiwilligeneinheit aus Wisconsin in der Armee der Union. Nach dem Krieg ließ er sich im Richland County in Wisconsin nieder. Dort wurde er in der Bezirksverwaltung als County Clerk angestellt. Außerdem gab er eine Zeitung heraus.

## Politische Laufbahn
Laws wurde Mitglied der Republikanischen Partei. Zwischen 1868 und 1869 saß er im Gemeinderat der Stadt Richland Center, deren Bürgermeister er 1869 wurde. Zur gleichen Zeit (1868–1869) war er als Vorsitzender des County Board of Supervisors Landrat dieses Kreises. Außerdem war er von 1866 bis 1876 Posthalter in seinem Heimatbezirk.
Im Jahr 1876 zog Laws nach Orleans in Nebraska. Zwischen 1883 und 1886 arbeitete er dort für das Bundesliegenschaftsamt (Land Office). Von 1886 bis 1888 war er Secretary of State von Nebraska. Nach dem Tod des Kongressabgeordneten James Laird wurde Gilbert Laws bei der fälligen Nachwahl zu dessen Nachfolger im US-Repräsentantenhaus gewählt. Dort beendete er zwischen dem 2. Dezember 1889 und dem 3. März 1891 die angebrochene Legislaturperiode. Bei den regulären Kongresswahlen des Jahres 1890 stellte sich Laws aber nicht zur Wiederwahl.
Nach dem Ende seiner Zeit im Kongress zog Gilbert Laws nach Enid im heutigen Oklahoma. Dort war er bis 1895 im Immobiliengeschäft. Dann kehrte er nach Nebraska zurück, wo er sich in der Hauptstadt Lincoln niederließ. Von 1896 bis 1900 war er im Transportausschuss seines Staates. Danach zog er sich in den Ruhestand zurück.